# Sainte-Foy-de-Peyrolières
Sainte-Foy-de-Peyrolières är en kommun i departementet Haute-Garonne i regionen Occitanien i södra Frankrike. Kommunen ligger i kantonen Saint-Lys som tillhör arrondissementet Muret. År 2022 hade Sainte-Foy-de-Peyrolières 2 093 invånare.

## Befolkningsutveckling
Antalet invånare i kommunen Sainte-Foy-de-Peyrolières
Referens:INSEE